# تعلم نشط (تعلم الآلة)
التعلم النشط هو حالة خاصة من تعلم الآلة حيث يمكن لخوارزمية التعلم الاستعلام من المستخدم تفاعليًا (أو من بعض مصادر المعلومات الأُخَر) لتسمية نقاط البيانات الجديدة بالمخرجات المطلوبة. يطلق عليه أحيانًا في الأدبيات الإحصائية التصميم التجريبي الأمثل أيضًا.